# Herrmannberge
Herrmannberge är ett berg i Antarktis. Det ligger i Östantarktis. Norge gör anspråk på området. Toppen på Herrmannberge är 2 114 meter över havet.
Terrängen runt Herrmannberge är varierad, och sluttar västerut.  Trakten är obefolkad. Det finns inga samhällen i närheten. 